# Distrito electoral de Dongola 2
Dongola District 2 (en inglés: Dongola District 2 Precinct) es un distrito electoral ubicado en el condado de Union en el estado estadounidense de Illinois. En el Censo de 2010 tenía una población de 584 habitantes y una densidad poblacional de 20,6 personas por km².

## Geografía
Según la Oficina del Censo de los Estados Unidos, tiene una superficie total de 28.35 km², de la cual 27.78 km² corresponden a tierra firme y (2%) 0.57 km² es agua.

## Demografía
Según el censo de 2010, había 584 personas residiendo. La densidad de población era de 20,6 hab./km². De los 584 habitantes, estaba compuesto por el 97.43% blancos, el 0.34% eran afroamericanos, el 0.17% eran amerindios, el 0% eran asiáticos, el 0% eran isleños del Pacífico, el 0.51% eran de otras razas y el 1.54% pertenecían a dos o más razas. Del total de la población el 1.54% eran hispanos o latinos de cualquier raza.